# Pius Font i Quer
Pius Font i Quer (Lérida, 9 de abril de 1888-Barcelona, 2 de enero de 1964) fue un botánico (taxónomo y fitogeógrafo) así como farmacéutico y químico español, que destacó como uno de los nombres más importantes de la ciencia botánica española de mediados del siglo XX. Fue además profesor y divulgador.

## Biografía
Pasó su infancia en Manresa, donde un instituto de enseñanza secundaria lleva su nombre. Se doctoró en Farmacia (1914) con una tesis sobre la flora del Bages.
Entre otros cargos fue profesor de Farmacia y Botánica en la Universidad de Barcelona y también fue profesor en la Escuela de Agricultura. De 1931 a 1934 fue presidente de la Institució Catalana d'Història Natural, una organización privada muy importante en la historia de las Ciencias Naturales españolas, cuya sección botánica encabezó igualmente durante el franquismo y hasta su muerte. En 1934 Font i Quer segrega el departamento de botánica del Museo de Ciencias Naturales y lo convierte en una entidad autónoma, denominada Instituto Botánico de Barcelona. Su objetivo principal era el estudiar las colecciones botánicas y promover la investigación.
En 1911 había ingresado en el cuerpo de la sanidad militar, en el que alcanzó el grado de teniente coronel farmacéutico. Cuando se produjo el golpe de Estado de 1936 se encontraba en Albarracín en excursión botánica con sus alumnos; para volver a Barcelona tuvo que atravesar la línea del frente, por lo cual después de la guerra sufrió de represalias (bajo la acusación de rebelión militar) con pérdida de todos sus cargos, lo que dificultó la continuidad de su carrera científica.
Miembro del Instituto de Estudios Catalanes desde 1942 del que llegó a ser presidente el año 1958 y vicepresidente de los Congresos Internacionales de Botánica de París (1954) y Edimburgo (1964).
Sus investigaciones abarcaron el conjunto de la península ibérica y las regiones montañosas de Marruecos bajo control español, a las que organizó excursiones de recolección entre 1927 y 1932. De estas y otras recolecciones, que le habían sido confiadas desde sus primeros años, derivó la magna obra Iter Maroccanum (1928-1932), una colección de exsiccata fundamental para la investigación de la flora de esa parte del mundo. Trabajó con asiduidad especialmente en Cataluña, Valencia y en Ibiza y Formentera, así como en las sierras de Andalucía Oriental.
En 1935 tomo fue nombrado director del Instituto Botánico de Barcelona, desde donde quiso impulsar el proyecto Flora Occidentalis, una síntesis florística del Mediterráneo occidental. Dicho proyecto se ve truncado por el golpe de Estado a la democracia republicana del 18 de julio de 1936 cuyo fracaso inicial desemboca en la guerra de España provocada por las tropas insurrectas. Entonces Font era farmacéutico militar con un rango equivalente al de teniente coronel, lo que le supuso en 1939 un consejo de guerra que le condenó a ocho años de prisión. 
Font i Quer participó en diversas obras colectivas y dirigió algunas. En particular fue un formador (cuyas obras también lo eran de divulgación) de la terminología botánica popular y científica en lenguas catalana y castellana. En este sentido destaca el Diccionario de Botánica (1953) gracias al cual el vocabulario de esta ciencia goza en español de un grado de coherencia léxica que suele faltarles a otras. Fue el coordinador de la lexicografía botánica del diccionario catalán de Pompeu Fabra.
Font i Quer es también el autor de la obra castellana más conocida, continuamente reeditada, de flora farmacéutica, Plantas medicinales. Aparece subtitulada como El Dioscórides renovado, para honrar a las antiguas revisiones renacentistas de la obra de Dioscórides, especialmente las de Andrés Laguna y Andrea Mattioli. Es obra que destaca por su calidad literaria y ensayística, tanto como por la riqueza y accesibilidad de la información que contiene.

## Honores

### Eponimia
Las especies y subespecies que han sido dedicadas a Font i Quer llevan el epíteto fontqueri, derivado de la versión latinizada de su apellido. Son unas 41, entre ellas:
- (Amaryllidaceae) Narcissus fontqueri  Fern.Casas & Rivas Ponce 1988
- (Anthericaceae) Phalangium fontqueri Sennen & Mauricio 1936
- (Asteraceae) Jurinea fontqueri Cuatrec. 1927
- (Betulaceae) Betula fontqueri Rothm. 1940
- (Lamiaceae) Thymus fontqueri (Jalas) Molero & Rovira 1983
- (Poaceae) Poa fontqueri Braun-Blanq. 1945
- (Poaceae) Psammopyrum fontqueri (Melderis) Á.Löve 1986
- (Poaceae) Puccinellia fontqueri (Maire) Ponert 1974
- (Scrophulariaceae) Misopates fontqueri (Emb.) Ibn Tattou 1998
- (Scrophulariaceae) Verbascum fontqueri Benedí & J.M.Monts. 1985

También existe un género nombrado en su honor:
- (Asteraceae) Piofontia Cuatrec. 1943

## Obra
- pius Font Quer & universidad central (Madrid). 1914. Ensayo fitotopográfico de Bages : tesis de doctorado en farmacia. Mahón, Tipografía Mahonesa
- 1926. Illustrationes florae occidentalis : quae ad plantas hispaniae, lusitaniae et mauritaniae, novas vele imperfecte cognitas, spectant. Barcelona, Museo de Ciencias Naturales
- 1944. Los Estudios botánicos en la provincia de Lérida. Ed. Instituto de Estudios Ilerdenses, 77 pp.
- 1948. Flórula de los Valles de Bohí. Ed. Instituto de Estudios Ilerdenses, 94 pp.
- 1953. Diccionario de Botánica. Barcelona, Labor
- 1956. Botánica. Ed. Labor, 325 p.
- 1962. Plantas medicinales : el Dioscórides renovado. Barcelona, Lábor
- 1964. Botánica pintoresca. Barcelona, Ramón Sopena
- 1985. Plantas medicinales: El Dioscórides renovado. 1.033 p.
- 1995. Iniciación a la botánica: Morfología externa. Biblioteca de Divulgación Científica 80. Ed. RBA, 252 p. ISBN 8447307980

- La abreviatura «Font Quer» se emplea para indicar a Pius Font i Quer como autoridad en la descripción y clasificación científica de los vegetales.[2]